# Thesium linophyllon
Thésium à feuilles de lin, Thésion à feuilles de lin
Espèce
Le Thésium à feuilles de lin ou Thésion à feuilles de lin (Thesium linophyllon) est une espèce de plantes de la famille des Santalacées.

## Description
La période de floraison du thésium à feuille de lin se situe entre juin et août.
C'est une plante vivace de 15 à 30 cm, avec une tige de 2-4 mm d'épaisseur. Ses feuilles sont linéaires-lancéolées avec une largeur n’excédant pas 5 mm.

## Distribution
En France, il est principalement présent dans les Alpes (Savoie) et dans les Vosges. Il pousse à proximité des pâturages et n'est pas considéré comme une espèce menacée.

## Sous-espèces
- Thesium linophyllon subsp. linophyllon L., 1753
- Thesium linophyllon subsp. montanum (Ehrh. ex Hoffm.) Celak., 1871 - syn. Thesium bavarum Schrank, 1786